# 北郷悟
北郷 悟（きたごう さとる、1953年 - ）は、日本の彫刻家。東京藝術大学名誉教授。秋田公立美術大学理事長・学長

## 来歴
福島県生まれ。東京造形大学造形学部美術学科彫刻専攻卒業。東京芸術大学大学院美術研究科彫刻専攻修了。新潟大学教育学部助教授、東京芸術大学美術学部彫刻科助教授を経て2008年より教授。2009年から東京芸術大学副学長/理事。2019年度東京芸術大学退任。東京芸術大学名誉教授、2023年から秋田公立美術大学/理事長・学長。1996年から1997年まで文化庁芸術家在外研究員としてイタリアブレラアカデミア美術学校へ留学。

## 主な受賞歴
- 新制作展新作家賞（1979年、1980年、1982年）
- 天理ビエンナーレ大賞（1983年）
- グッドデザイン賞（1990年）
- 現代日本具象彫刻展（1992年）
- 東日本 - 彫刻優秀賞（2002年）
- コンスタンティンブランクーシ大賞展奨励賞（2003年）
- 倉吉・緑の彫刻賞（2006年）
- 長野市野外彫刻賞（2014年）

## 主な作品所蔵・展示
- 東京芸術大学大学美術館
- いわき市立美術館
- 国立近代美術館
- 福島県立美術館
- いわき市の野外彫刻